# Стрелков, Николай Владимирович
Никола́й Влади́мирович Стрелко́в — начальник Главного штаба Вооружённых сил — первый заместитель министра обороны «Донецкой Народной Республики» с 14 августа 2014 года.

## Биография
Родился в 1970 году в городе Красный Луч Ворошиловоградской области УССР в шахтёрской семье. Профессиональный военный. Закончил два высших учебных заведения Министерства обороны Российской Федерации, где проходил службу на командных и штабных должностях, в том числе и в горячих точках. Лично храбр, имеет государственные награды Российской Федерации, полковник. На 2014 год был военным пенсионером.
18 марта 2015 года Указом Главы ДНР № 97 назначен его помощником по военным вопросам.
8 мая 2015 года Указом Главы ДНР № 188 присвоено звание генерал-майора.

## Семья
Женат, имеет ребёнка.